# 등빛도서관
등빛도서관은 서울특별시 강서구에 있는 도서관이다.

## 연혁
- 2012년 6월 28일 개관

## 시설현황
- 지상 4층: 일반열람실, 노트북열람실, 문화강좌실, 독서토론실
- 지상 3층: 문헌정보실, 사무실, 디지털정보실, 나눔정보자료실(장애)
- 지상 2층: 유아열람실, 어린이열람실, 문화마당, 사무실
- 지상 1층: 강서영어센터(도서관과 다른기관)열람실 자리선정기기
- 지하 1층: 기계실-전기실, 보존서고

## 이용 안내
이용 시간
- 유아열람실/어린이열람실: 화~금요일 09:00 ~ 18:00 / 토, 일요일 09:00 ~ 17:00
- 문헌 정보실/디지털 정보실/나눔정보 자료실(장애): 화~일요일 09:00 ~ 22:00 ( 월요일은 휴관 )
- 일반 열람실, 노트북 열람실: 월요일 09:00 ~ 18:00 / 화~일요일 07:00 ~ 22:00

휴관일
- 유아 열람실/어린이 열람실/문헌정보실/디지털정보실/나눔정보 자료실(장애): 매주 월요일, 일요일을 제외한 법정 공휴일(단, 일요일과 법정공휴일이 겹칠 경우 휴관)
- 일반 열람실/노트북 열람실: 매월 마지막 월요일 및 법정공휴일